# Evlija Čelebi i napitak besmrtnosti
Evlija Čelebi i napitak besmrtnosti je turski računalno-animirani film studija Anibera iz 2014. Redatelji filma su Serkan Zelzele.
Film je premijeru imao na 7. Tjednu turskog filma u zagrebačkom kinu Europa 26. svibnja 2018. godine.

## Glasovi
| Uloge         | Originalna verzija |
| ------------- | ------------------ |
| Evlija Čelebi | Haluk Bilginer     |
| Kleopatra     | Nurseli İdiz       |
| vrana Kamil   | Ahmet Kural        |
| vrana Hakkı   | Murat Cemcir       |

## Vanjske poveznice

### Mrežna mjesta
- (engl.) Evlija Čelebi i napitak besmrtnosti u internetskoj bazi filmova IMDb-a
- Najava filma